# 血红猪笼草
血红猪笼草（学名：Nepenthes sanguinea）是原产于马来半岛及泰国南部的热带食虫植物，生长于海拔300米至1800米的地区。其种加词“sanguinea”来源于拉丁文“sanguineus”，意为“血红的”。血红猪笼草捕虫笼的大小变化无常，高可为10至30厘米，颜色可为黄色至橙色或红色。捕虫笼的内表面常带有斑点。1847年，由植物采集者康沃尔和植物学家托马斯·洛布通过维奇苗圃带入维多利亚英国。

## 自然杂交种
- ? N. albomarginata × N. sanguinea[5][8]
- N. macfarlanei × N. sanguinea[9]
- N. ramispina × N. sanguinea[9]

## 扩展阅读
- 食虫植物照片搜寻引擎中血红猪笼草的照片 （页面存档备份，存于）

 维基共享资源上的相關多媒體資源：血红猪笼草
 維基物種上的相關：血红猪笼草